# Biblioteca Nacional y Universitaria de Bosnia y Herzegovina
La Biblioteca Nacional y Universitaria de Bosnia y Herzegovina (bosniano, croata y serbio: Nacionalna i univerzitetska biblioteka Bosne i Hercegovine / Национална и универзитетска библиотека Босне и Херцеговине, también conocida como Vijećnica), de forma abreviada NUBBiH, es la biblioteca nacional de Bosnia y Herzegovina, situada en Sarajevo. Durante la guerra de Bosnia, concretamente en el asedio de Sarajevo, en la noche del 25 al 26 de agosto de 1992, miembros del Ejército de la República de Srpska bombardearon el edificio Vijećnica, donde se encontraba la biblioteca. Consecuentemente, se perdieron gran parte de sus fondos.

## Historia

### Construcción del edificio

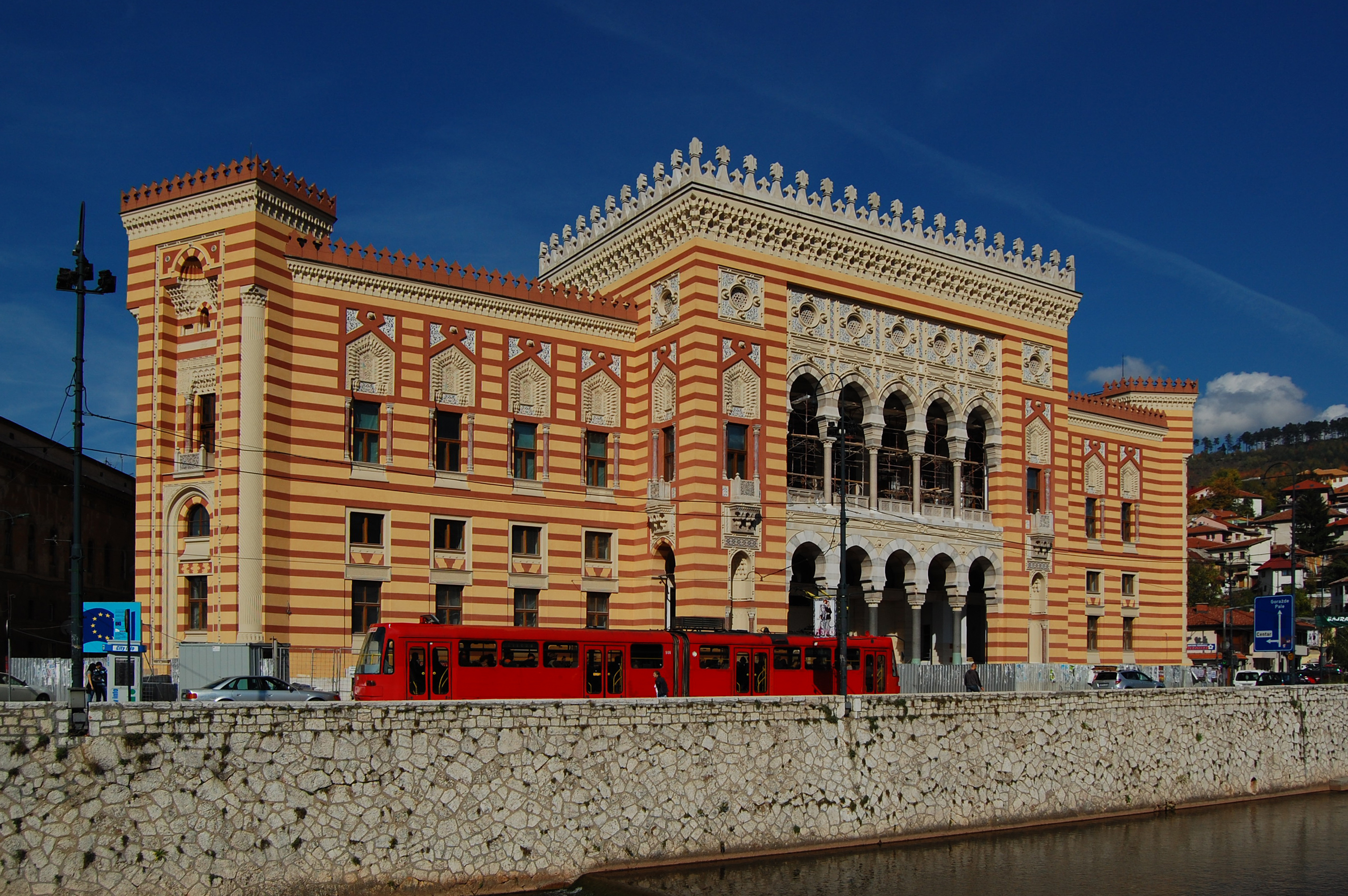
Fachada de Vijećnica.

La Vijećnica es el edificio que desde 1896 había alojado al Ayuntamiento de Sarajevo. El ostentoso edificio, de estilo morisco español, se complementaba con detalles arabescos, y a partir de 1951 fue reconvertida en Biblioteca Nacional.
El proyecto de ayuntamiento fue desarrollado en 1891 por el arquitecto checo Karel Pařík, después de que en 1879 Sarajevo hubiese sufrido un gran incendio. No obstante, las continuas críticas del ministro Béni Kállay lo obligaron a dejar el proyecto. En 1891 retomó el proyecto Alexander Wittek, quien falleció, y por último lo completó Ćiril Iveković.
La construcción del edificio empezó en 1892 y se terminó en 1894. El edificio ocupa totalmente la forma triangular de la parcela con unos pequeños chaflanes en los ángulos. Un patio hexagonal central, cubierto con una gran cúpula de cristal, compone el edificio desarrollado en cuatro alturas sobre un semisótano que hace de zócalo. Un ático corona el pórtico de acceso y la galería principal, sobresaliendo del volumen compacto de la fachada, y otros cuerpos similares aunque de dimensiones distintas se destacan en los otros dos frentes. Su función en un principio fue la de alojar la administración local. En el 1914, el archiduque Francisco Fernando de Austria, heredero del trono austrohúngaro, fue asesinado tras asistir a una recepción en el Ayuntamiento.

### Vijećnica como biblioteca nacional
Desde 31 de octubre de 1945 ya se había establecido por normativa, a través del Diario Oficial de la República Yugoslava de Bosnia y Herzegovina, la Biblioteca Nacional de la República Yugoslava de Bosnia y Herzegovina. Fue a partir de 1951 cuando el edificio Vijećnica comenzó a funcionar como biblioteca.
De acuerdo con las disposiciones sobre depósito legal, la institución recibía todas las publicaciones impresas en la República Yugoslava. Además, a partir de 1957 también recibió atribuciones de Biblioteca Universitaria, configurándose así como Biblioteca Nacional y Universitaria.
Vijećnica, en el año 1992, conservaba cerca de 1 500 000 volúmenes de literatura general y científica, referencia y multitud de manuscritos, publicaciones periódicas y documentos de archivo relativos a la historia de Bosnia Herzegovina, Yugoslavia e Imperio Otomano. También albergaba colecciones de libros raros, que incluían incunables y numerosos audiovisuales y partituras de música. Además, depositaba cantidad de documentos oficiales y escritos de importancia para la historia cultural del país, como documentos privados de escritores bosnios, misivas, textos inéditos, narraciones cortas, poemas y obras de autores anónimos. Añadir que también tenía un fondo archivístico compuesto por anuncios públicos, postales, carteles, necrologías, fotografías, anuncios, planos arquitectónicos y mapas de la ciudad de Sarajevo. Sumado a todo ello, la biblioteca adquirió libros y diarios nacionales y extranjeros, disertaciones doctorales, obras científicas, gubernamentales y publicaciones internacionales, especialmente de la UNESCO y de las Naciones Unidas.

### Destrucción
En abril del año 1992 estalló la Guerra de Bosnia, conflicto internacional que tuvo lugar en la actual Bosnia y Herzegovina hasta diciembre de 1995. En la noche del 25 al 26 de agosto de 1992, miembros del Ejército de la República Serbia bombardearon intensamente la biblioteca, acabando con cerca de la mitad de sus fondos, entre ellos, más de 700 manuscritos e incunables, y arrasando con las instalaciones del edificio. En medio de la catástrofe, el personal bibliotecario y otros ciudadanos intentaron salvar la documentación mientras proseguían las balas de los francotiradores, y como mínimo uno perdió la vida.

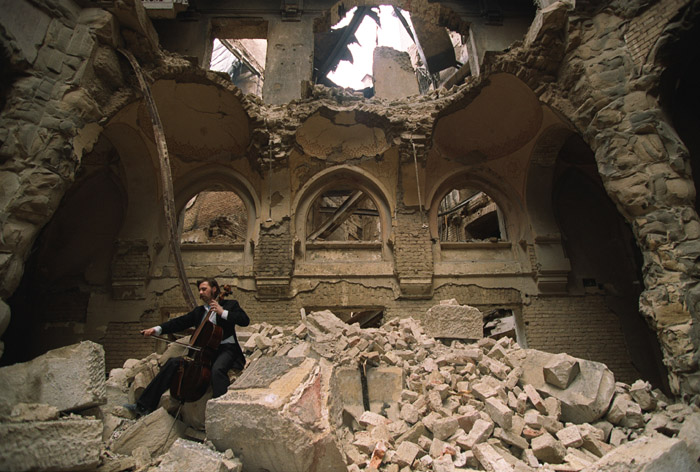
El Violoncelista Vedran Smailović tocando en medio de las ruinas de la biblioteca.

Además, ardieron más de siete millones de fichas, los archivos, toda la infraestructura de la construcción y el mobiliario histórico. Se deformó la cúpula y se derrumbó el ático y cayeron la cubierta y todos los falsos techos. Se produjeron daños irreparables en la Sala de Juntas, también se arruinó toda la decoración existente. Tras el bombardeo, han sido numerosos los artistas que han interpretado sus obras entre los muros de la devastada biblioteca, dando un grito contra las guerras y el odio étnico. Ejemplo de ello es la Orquesta Filarmónica de Sarajevo, José Carreras, el violoncelista Vedran Smajlovic, entre otros.

### Reconstrucción
La reconstrucción de Vijećnica se compone de cuatro fases. La primera, comenzó en 1996, cuando el gobierno austriaco donó 750 000 euros para iniciar los trabajos. Había pasado cuatro años abandonado, ya que la guerra seguía afuera.

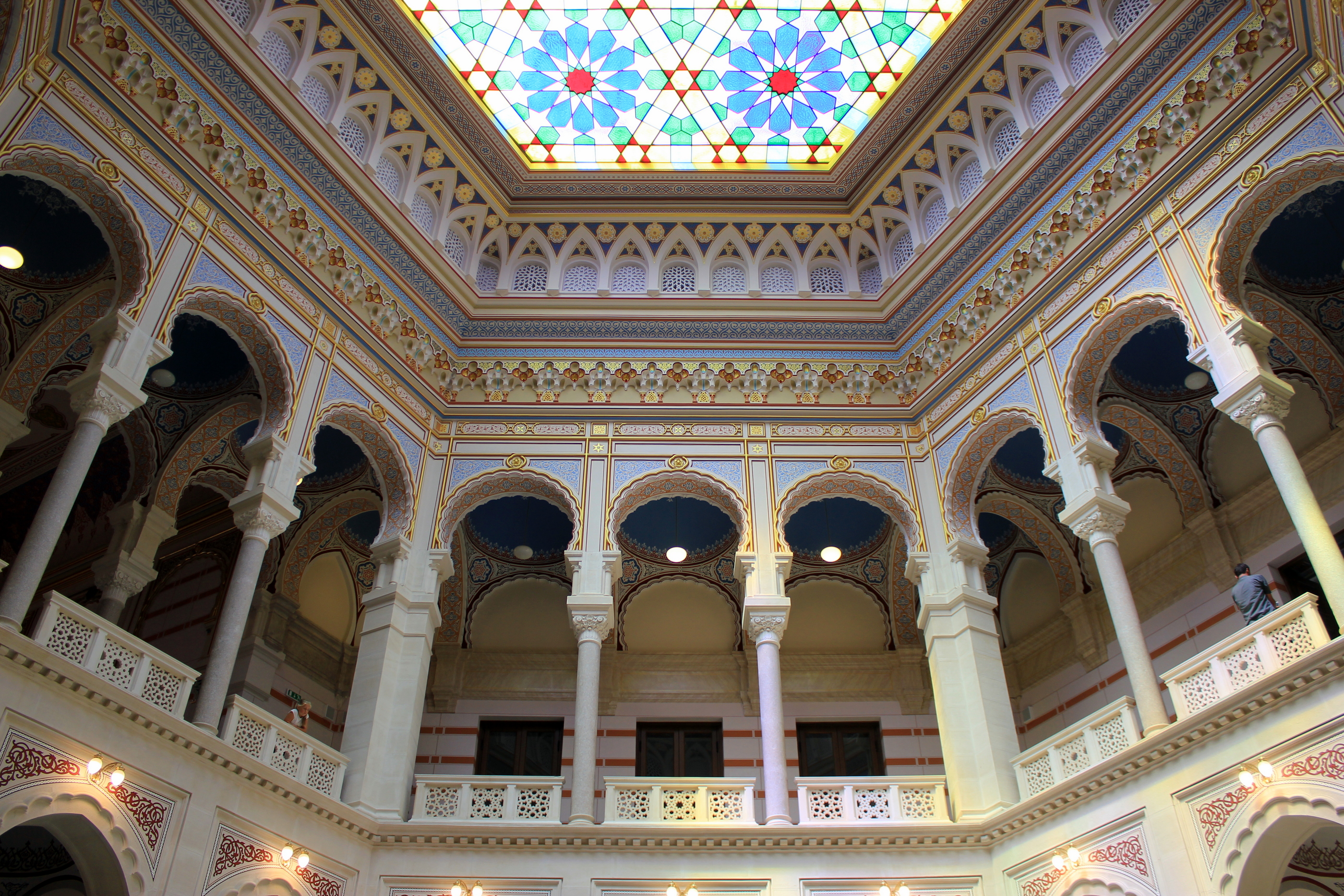
Interior Vijećnica.

Del 2000 al 2004 se financió el proyecto con una subvención de la Comisión Europea, y la tercera comenzó en septiembre de 2012, ascendiendo a un total de 2 370 000 euros. Al finalizar esta tercera fase, se inició la última etapa, que consistió en reconstruir todo el interior (pinturas, esculturas y libros), a la vez que se creaba con tecnologías especiales todo lo perdido. Se trató de una escrupulosa tarea, ejecutada con las técnicas de restauración más novedosas y exactas, para intentar devolver al edificio su aspecto original borrando totalmente las heridas del desastre. Esta cuarta y última fase tuvo un coste de 7 230 000 euros, financiadas por la preadhesión de la Unión Europea y gracias al emirato de Catar.

### Reapertura
El 9 de mayo de 2014 se inauguró nuevamente la Biblioteca Nacional y Universitaria de Bosnia y Hercegovina. En el acto de inauguración, el violoncelista Vedran Smaljovic pronunció estas palabras recordando su destrucción: “La energía de este edificio era algo sagrado. Todavía respiraba, a pesar de la destrucción. Yo sentía su poder y eso me hizo llorar”, recordaba el músico.
En la actualidad, Vijećnica acoge diferentes eventos del gobierno, conciertos y exposiciones, además del edificio de la biblioteca y sala de sesiones del ayuntamiento. La conmemoración ha servido también para recuperar la memoria de lo ocurrido. Años después de los hechos se ha descubierto que quien ordenó el bombardeo de la biblioteca fue Nikola Koljevic, un profesor de literatura en la Universidad especializado en Shakespeare. Además de profesor, era el número dos de la formación ultranacionalista que dirigía Radovan Karadzic, el líder de los serbios de Bosnia. Su idea de la Gran Serbia no cuadraba con la “impureza” de la capital bosnia, que albergaba una mayoría de bosnios musulmanes y croatas católicos. Para el director de teatro bosnio Gradimir Gojer la destrucción de la biblioteca se trataba precisamente de eso: “Destruir la prueba de la coexistencia era un intento de destruir el código civilizador de un Estado multiétnico”. El profesor de literatura acabó suicidándose algo después de acabar la guerra.